# Földi Ferenc (labdarúgó)
Földi Ferenc (1942. augusztus 24.) labdarúgó.

## Pályafutása
Földi Ferenc a Magyar Kábel, a BVSC, a Szombathelyi Haladás, a Kaposvári Honvéd és a Dunaújvárosi Kohász labdarúgója volt.